# Schreibersdorf (Gemeinde Wiesfleck)
Schreibersdorf (ungarisch Buglócz) ist ein Ort, eine Ortschaft und eine Katastralgemeinde der Gemeinde Wiesfleck im Burgenland, Bezirk Oberwart, Österreich. Die Ortschaft hat 217 Einwohner (Stand 1. Jänner 2025). Schreibersdorf war bis Ende 1970 eine eigenständige Gemeinde.

## Geografie
Schreibersdorf ist ein Straßendorf im südlichen Burgenland. Die Mehrheit der Bewohner ist protestantisch. Ihr kirchliches Zentrum ist das etwa 200 Jahre alte Schul- und Bethaus, auch „Turmschule“ genannt. In diesem Gebäude wurden früher die Volksschüler unterrichtet. Schreibersdorf liegt auf etwa 435 m Seehöhe, es gibt Rad- und Wanderwege sowie Kutschenfahrten. Der sogenannte Leuchtturm Schreibersdorf ist ein Aussichtsturm.

## Geschichte
Mit 1. Jänner 1971 wurden aufgrund des Gemeindestrukturverbesserungsgesetzes vom 1. September 1970 die zuvor selbständigen Gemeinden Schönherrn, Schreibersdorf, Weinberg im Burgenland und Wiesfleck zur Gemeinde Wiesfleck zusammengelegt.

## Kultur und Sehenswürdigkeiten
- Evangelische Turmschule Schreibersdorf